# 버펄로 (뉴욕주)
버펄로(영어: Buffalo)는 미국 북동부 뉴욕주 서부 이리군에 있는 도시이다. 인구 292,648(2000). 뉴욕주 중서부, 이리호 동쪽 끝에 위치하며, 이리 호와 온타리오호를 연결하는 나이아가라 강에 면한다. 뉴욕 다음가는 뉴욕주 제2의 도시이다. 나이아가라 강 건너편은 캐나다 온타리오주에 속한다. 제철·제강·식품가공업·화학공업·항공기부품 등이 왕성한 공업도시이기도 하다. 보양지(保養地)로서도 유명하며 공원도 많다.
버팔로는 이리 호에 항구도시로 건설되었고, 오대호 연안과 대서양을 연결하는 이리 운하의 종점으로 급격히 성장하였다. 이리 운하는 철도의 발달로 기능이 없어졌으나, 이 도시는 다시 철도의 요지로 중요시되어 오대호 연안의 항구도시로 각종 물품의 교역지이자, 다양한 공업이 발달한 공업도시로 번창하였다. 그러나 20세기 중반 이후 남부와 서부의 도시들이 성장하면서 이 도시는 쇠퇴의 길을 걷게 되었다. 전성기 때에는 미국 10대 도시의 하나였으나,최근 수십 년간 인구가 지속적으로 감소하여, 시내 인구도 30만 명 아래로 내려갔으며, 미국 전체 도시 인구 순위에서도 66위에 머무르게 되었다.
최근에는 뉴욕주 서부의 최대 중심지로서의 역할과 관광 기지로서의 역할이 중시되고 있다. 부근에 나이아가라 폭포가 있으며, 미국 쪽에서 나이아가라 폭포를 방문할 경우 대부분 이 도시를 경유하게 된다. 버팔로 도시에는 뉴욕 주립 대학교 (State University of New York at Buffalo)가 위치해 있다. 윌리엄 매킨리 대통령이 암살된 곳으로, 그의 동상이 세워져있다.

## 역사
현재 버펄로에 속하는 대지 근처에는 유럽인들이 도착하기 전에 이로쿼이 어족 인디언들이 살고 있었다. 지역의 첫 백인 정착자는 1750년대에 온 프랑스의 교역인 다니엘 드 종케르였다. 버펄로가 된 정착지는 1803년에 설립되었다. 1810년으로 봐서 그 지역에는 1,500명의 사람들이 살았다.
타운은 미영 전쟁이 일어나는 동안에 미국 군사 작전의 본부가 되었다. 영국군과 인디언들의 침입이 이 타운을 1813년에 불태웠다. 하지만, 타운은 빨리 재건되었다. 1816년 마을로서 병합되었고, 1821년에는 이리 카운티의 대지가 되었다.
1825년 이리 운하가 개장된 후에 버펄로는 빠르게 자라났다. 운하는 뉴욕 시와 버펄로 사이의 수로에서 중요한 연결점을 마련하여 물건을 싣는 데 가격을 내렸다. 버펄로는 사람들이 동부에서 서부로 이동하는 데 주요 이적지가 되었다. 1832년 도시로 병합되면서 10,000명의 인구를 가졌다.
1840년 세계 최초의 곡식 엘리베이터가 버펄로에 세어졌다. 1843년 도시는 세계 최초의 증기로 운영되는 곡식 엘리베이터의 무대가 되었으며, 이 엘리베이터는 버펄로를 미국에서 지도적으로 곡식을 다루는 항구로 만들었다.
1800년대 종안에 수천명의 유럽 이민들이 버펄로에 정착하였다. 1860년에 버펄로의 인구는 81,129명이었다. 1896년 규모가 큰 나이아가라 폭포에서 전기 생산이 시작되면서 재빠른 산업의 번창이 일어났다. 이 전기는 버펄로에 화학 회사, 제철소와 큰 양의 전기를 쓰는 다른 산업들을 끌어들이는 데 도움을 주었다.
버펄로는 1901년 팬아메리칸 엑스포를 개최할 때 세계 소득의 중심지가 되었다. 9월 6일 윌리엄 매킨리 대통령이 암살되어 8일 후에 사망하자, 부통령 시어도어 루스벨트가 승계하였다.
버펄로의 산업들은 두 차례의 세계 대전이 일어나는 동안에 연합국에 거대한 양의 무기, 공급품과 식품들을 마련하였다. 1950년에 도시의 인구는 580,132명으로 도달하였다. 그해의 후에 도시의 인구는 쇠퇴하였다. 1980년으로 봐서 357,870명으로 떨어졌다. 몇몇의 요인들이 이 쇠퇴에 기여하였다. 많은 주민들이 외곽들에 살기 위하여 이주하였다. 1959년에 세인트로렌스 수로의 완공은 철도와 운하가 오대호에 이어지면서 도시의 중요성을 줄였다. 1900년대 후반을 통하여 몇몇의 공장들이 폐문하였고 많은 주민들이 일거리를 찾으러 다른 곳으로 떠났다.
도시의 인구 감소를 전환하는 희망에 버펄로의 공무원들은 큰 도시 재개발 프로그램들을 개발하고 다운타운 비지니스 구역을 근대화 시키는 데 비지니스들에 용기를 주었다. 이 책임으로 1960년대 후반과 1970년대 초반 동안에 메인 플레이스 쇼핑 사무소 단지와 몇몇의 은행 타워들이 건설되었다.
주요 건설 프로그램인 워터프론트 재개발 프로젝트가 1970년대에 시작되었다. 1973년 해양 미들랜드 센터(현재의 원 HSBC 센터)의 완공이 프로젝트의 첫 부분을 끝냈다. 1980년으로 봐서 몇몇의 사무소 건물들과 500개의 방을 가진 포텔이 또한 완공되었다. 워터프론트 빌리지의 건설은 1900년대 후반에 시작되었다. 워터프론트 빌리지는 정박지, 식당, 사무소 건물들과 타운 하우스들의 특색을 이루었다.
다른 재개발의 노력들은 1980년대 초반에 2개의 호텔과 몇몇의 사무소 건물들의 건설을 포함하였다. 1986년 가벼운 철도의 빠른 변화 시스템이 운영을 시작하였고, 다운타운 몰이 지어졌다. 1990년에는 사무소 단지, 다수의 사무소 건물들과 호텔이 다운타운에 완공되었다.
1990년대를 통하여 도시의 인구는 지속적으로 쇠퇴하였다. 2000년으로 봐서 인구는 292,648명으로 떨어졌다.
2000년대 초반에 도시와 그 주위를 둘러싸는 지역은 경제를 향상시키는 데 관광업으로 시선을 돌렸다. 방문객들을 끄는 데 나이아가라 폭포 근어에 있는 건축과 문화적 유산의 결합의 진흥에 전념하였다. 2008년 복구된 이리 운하 항구가 방문객들을 위하여 개장하였고, 이리 운하의 서부 종점으로 지내면서 미국에서 처음으로 중요한 국내 수로가 되었다.

## 기후
이 도시는 이리 호의 동쪽과 온타리오 호의 남쪽에 위치하는 지형적인 영향에 의해 국지적으로 눈이 많이 내리는 것으로 유명하며, 종종 심한 폭설로 큰 피해를 입기도 한다. 특히 1977년에는 강풍을 동반한 폭설로 시의 기능이 완전히 마비되기도 했다.
| 버펄로 (버펄로 나이아가라 국제공항)의 기후                                                     | 버펄로 (버펄로 나이아가라 국제공항)의 기후 | 버펄로 (버펄로 나이아가라 국제공항)의 기후 | 버펄로 (버펄로 나이아가라 국제공항)의 기후 | 버펄로 (버펄로 나이아가라 국제공항)의 기후 | 버펄로 (버펄로 나이아가라 국제공항)의 기후 | 버펄로 (버펄로 나이아가라 국제공항)의 기후 | 버펄로 (버펄로 나이아가라 국제공항)의 기후 | 버펄로 (버펄로 나이아가라 국제공항)의 기후 | 버펄로 (버펄로 나이아가라 국제공항)의 기후 | 버펄로 (버펄로 나이아가라 국제공항)의 기후 | 버펄로 (버펄로 나이아가라 국제공항)의 기후 | 버펄로 (버펄로 나이아가라 국제공항)의 기후 | 버펄로 (버펄로 나이아가라 국제공항)의 기후 |
| 월                                                                                             | 1월                                        | 2월                                        | 3월                                        | 4월                                        | 5월                                        | 6월                                        | 7월                                        | 8월                                        | 9월                                        | 10월                                       | 11월                                       | 12월                                       | 연간                                       |
| ---------------------------------------------------------------------------------------------- | ------------------------------------------ | ------------------------------------------ | ------------------------------------------ | ------------------------------------------ | ------------------------------------------ | ------------------------------------------ | ------------------------------------------ | ------------------------------------------ | ------------------------------------------ | ------------------------------------------ | ------------------------------------------ | ------------------------------------------ | ------------------------------------------ |
| 역대 최고 기온 °C (°F)                                                                         | 22 (72)                                    | 22 (71)                                    | 28 (82)                                    | 34 (94)                                    | 34 (94)                                    | 36 (97)                                    | 37 (98)                                    | 37 (99)                                    | 37 (98)                                    | 33 (92)                                    | 27 (80)                                    | 23 (74)                                    | 37 (99)                                    |
| 일평균 최고 기온 °C (°F)                                                                       | 0.1 (32.1)                                 | 0.7 (33.3)                                 | 5.4 (41.8)                                 | 12.6 (54.7)                                | 19.7 (67.4)                                | 24.2 (75.6)                                | 26.8 (80.2)                                | 26.1 (79.0)                                | 22.4 (72.3)                                | 15.3 (59.6)                                | 8.8 (47.8)                                 | 2.9 (37.2)                                 | 13.8 (56.8)                                |
| 일일 평균 기온 °C (°F)                                                                         | −3.6 (25.5)                                | −3.1 (26.4)                                | 1.2 (34.1)                                 | 7.6 (45.6)                                 | 14.4 (57.9)                                | 19.4 (66.9)                                | 22.1 (71.7)                                | 21.3 (70.4)                                | 17.4 (63.4)                                | 10.9 (51.7)                                | 5.0 (41.0)                                 | −0.3 (31.4)                                | 9.3 (48.8)                                 |
| 일평균 최저 기온 °C (°F)                                                                       | −7.2 (19.0)                                | −6.9 (19.5)                                | −3.1 (26.4)                                | 2.5 (36.5)                                 | 9.1 (48.3)                                 | 14.5 (58.1)                                | 17.3 (63.1)                                | 16.5 (61.7)                                | 12.5 (54.5)                                | 6.6 (43.9)                                 | 1.2 (34.2)                                 | −3.6 (25.6)                                | 4.9 (40.9)                                 |
| 역대 최저 기온 °C (°F)                                                                         | −27 (−16)                                  | −29 (−20)                                  | −22 (−7)                                   | −15 (5)                                    | −4 (25)                                    | 2 (35)                                     | 6 (43)                                     | 3 (38)                                     | 0 (32)                                     | −7 (20)                                    | −17 (2)                                    | −23 (−10)                                  | −29 (−20)                                  |
| 평균 강수량 mm (인치)                                                                          | 85 (3.35)                                  | 63 (2.49)                                  | 73 (2.89)                                  | 86 (3.37)                                  | 86 (3.37)                                  | 86 (3.37)                                  | 82 (3.23)                                  | 82 (3.23)                                  | 104 (4.10)                                 | 102 (4.03)                                 | 89 (3.50)                                  | 95 (3.75)                                  | 1,033 (40.68)                              |
| 평균 강설량 cm (인치)                                                                          | 68 (26.7)                                  | 46 (18.1)                                  | 36 (14.1)                                  | 6.4 (2.5)                                  | 0.0 (0.0)                                  | 0.0 (0.0)                                  | 0.0 (0.0)                                  | 0.0 (0.0)                                  | 0.0 (0.0)                                  | 2.3 (0.9)                                  | 20 (7.8)                                   | 64 (25.3)                                  | 242 (95.4)                                 |
| 평균 강수일수 (≥ 0.01 인치)                                                                    | 19.2                                       | 15.8                                       | 14.8                                       | 13.4                                       | 12.8                                       | 11.9                                       | 10.8                                       | 10.0                                       | 10.9                                       | 14.1                                       | 14.4                                       | 17.7                                       | 165.8                                      |
| 평균 강설일수 (≥ 0.1 인치)                                                                     | 16.4                                       | 13.5                                       | 9.1                                        | 3.2                                        | 0.0                                        | 0.0                                        | 0.0                                        | 0.0                                        | 0.0                                        | 0.4                                        | 4.7                                        | 12.2                                       | 59.5                                       |
| 평균 상대 습도 (%)                                                                             | 76.0                                       | 75.9                                       | 73.3                                       | 67.8                                       | 67.2                                       | 68.6                                       | 68.1                                       | 72.1                                       | 74.0                                       | 72.9                                       | 75.8                                       | 77.6                                       | 72.4                                       |
| 평균 월간 일조시간                                                                             | 91.3                                       | 108.0                                      | 163.7                                      | 204.7                                      | 258.3                                      | 287.1                                      | 306.7                                      | 266.4                                      | 207.6                                      | 159.4                                      | 84.4                                       | 69.0                                       | 2,206.6                                    |
| 가능 일조율                                                                                    | 31                                         | 37                                         | 44                                         | 51                                         | 57                                         | 63                                         | 66                                         | 62                                         | 55                                         | 47                                         | 29                                         | 25                                         | 49                                         |
| 출처: 미국 해양대기청 (평년값: 1991년~2020년, 극값: 1871년~현재, 상대습도/일조: 1961년~1990년) |                                            |                                            |                                            |                                            |                                            |                                            |                                            |                                            |                                            |                                            |                                            |                                            |                                            |

## 경제
이리 호에 자라잡은 이유로 경제의 중요성에 공헌을 하였다. 나이아가라 폭포에서 비용이 적은 수력 발전에 의해 도시의 산업 지대에 전기가 공급되는 편이다. 이리 호는 버펄로의 내륙 항구로서 도움이 되었다. 미국과 캐나다가 1988년에 양국간 자유 무역 협정에 조인한 이래 수백개의 캐나다 기업들이 버펄로에 지점을 두었다.
버펄로는 1980년대에는 중공업의 의존에서 경제의 균형을 이루는 방향으로 바꾸었다. 식품 가공업과 컴퓨터, 전자 제품들과 고단적 기술 제품들을 포함한 가벼운 산업이 중요하게 자라났다. 물건들의 생산 대신에 마련된 서비스업이 또한 자라났다.
버펄로 지역의 지도적인 산업들은 화학품, 합성 금속, 기계, 식품, 종이 제품과 교통 수단 등을 생산한다. 버펄로는 중요한 밀가루 생산지이며, 그 곡식 엘리베이터는 도시에 주요 곡식을 다루는 시설을 만들었다.
버펄로 항구는 대서양에서 오대호까지 다니는 배들에 의하여 도달되었다. 버펄로는 뉴욕주 운하 시스템의 서부 끝에 놓여있고 뉴욕 주에서 가장 큰 내륙항이다. 한번은 세계에서 가장 큰 내륙항으로 지냈다. 그러나 몇몇 안되는 배들이 한번은 1959년 세인트로렌스 수로를 통과하는 데 필요하였다. 1970년대에 버펄로의 산업 쇠퇴는 또한 항구의 쇠퇴한 활동을 추가하였다.
버펄로는 미국에서 가장 큰 철도 중심지들의 하나이다. 주요 미국의 철도들은 화물 서비스를 도시에 마련하고, 승객 열차들은 다른 미국의 도시들과 잇고 있다. 캐나다의 철도들도 버펄로에 봉사하고 있다. 항공들은 버펄로 나이아가라 국제 공항을 이용하고 있다. 미국-캐나다 무역의 중요한 퍼센티지가 버폴로를 지난다.
496 마일(798 킬로미터)의 토머스 D. 듀이 고속도로를 포함한 주요 고속도로들이 버펄로에 봉사하고 있다. 5,800 피트(1,770 미터)나 되는 피스 다리가 나이아가라 강에 놓여 버펄로를 온타리오주의 포트 이리와 잇고 있다. 버펄로는 "버펄로 뉴스"라는 단 하나의 일간 신문이 있다.

## 주민
| 인구조사                                                          | 인구    | Note  | %±     |
| ----------------------------------------------------------------- | ------- | ----- | ------ |
| 1810년                                                            | 1,508   |       | —      |
| 1820년                                                            | 2,095   |       | 38.9%  |
| 1830년                                                            | 8,668   |       | 313.7% |
| 1840년                                                            | 18,213  |       | 110.1% |
| 1850년                                                            | 42,261  |       | 132.0% |
| 1860년                                                            | 81,129  |       | 92.0%  |
| 1870년                                                            | 117,714 |       | 45.1%  |
| 1880년                                                            | 155,134 |       | 31.8%  |
| 1890년                                                            | 255,664 |       | 64.8%  |
| 1900년                                                            | 352,387 |       | 37.8%  |
| 1910년                                                            | 423,715 |       | 20.2%  |
| 1920년                                                            | 506,775 |       | 19.6%  |
| 1930년                                                            | 573,076 |       | 13.1%  |
| 1940년                                                            | 575,901 |       | 0.5%   |
| 1950년                                                            | 580,132 |       | 0.7%   |
| 1960년                                                            | 532,759 |       | −8.2%  |
| 1970년                                                            | 462,768 |       | −13.1% |
| 1980년                                                            | 357,870 |       | −22.7% |
| 1990년                                                            | 328,123 |       | −8.3%  |
| 2000년                                                            | 292,648 |       | −10.8% |
| 2010년                                                            | 261,310 |       | −10.7% |
| 2019 (추산)                                                       | 255,284 | [ 7 ] | −2.3%  |
| Historical Population Figures U.S. Decennial Census 2018 Estimate |         |       |        |

시내 인구는 크게 줄어들었으나, 나이아가라폴스를 비롯한 부근의 여러 도시와 함께 인구 113만 가량의 도시권을 형성하고 있다. 주민은 아프리카계 미국인이 인구의 대다수로 3분의 1 이상을 차지하고, 나머지는 폴란드, 독일, 아일랜드, 영국, 이탈리아와 러시아 계통이 대부분이다. 시카고, 밀워키, 디트로이트, 클리블랜드와 더불어 폴란드 이민들이 많이 정착한 오대호 연안 도시들 중의 하나로 알려졌다.

## 스포츠
버펄로를 연고로 하는 프로스포츠팀은 NFL 풋볼의 버펄로 빌스, NHL 아이스하키의 버펄로 세이버스가 있다.
.

## 같이 보기
- Buffalo buffalo Buffalo buffalo buffalo buffalo Buffalo buffalo
- 버펄로 윙